# Cartagena (Chile)
Cartagena é uma comuna da província de San Antonio, localizada na Região de Valparaíso, Chile. Possui uma área de 245,9 km² e uma população de 16.875 habitantes (2002).